# АЕС Корі
Атомна електростанція Корі (корейська: 고리원자력발전소, Ханджа: 古里原子力發電所) — південнокорейська атомна електростанція, розташована в Корі, приміському селі Пусана. Це найбільша в світі повністю діюча атомна електростанція за загальною кількістю реакторів і кількістю діючих реакторів з 2016 року після того, як вона перевищила за номінальною потужністю канадську атомну електростанцію Брюс. Вона належить і управляється Korea Hydro & Nuclear Power, дочірньою компанією KEPCO. Перший реактор почав комерційну експлуатацію в 1978 році і пропрацював до 2017 року, коли був виведений з експлуатації. Енергоблоки 2, 3 і 4 почали промислову експлуатацію у 1980-х роках. Усі реактори досі працюють і є водно-водяними ядерними реакторами.

## Реактори
Розширення заводу, розпочате в 2006 році, додало чотири нових корейських реактори, так звані реактори Shin Kori (шин означає «новий»). Перша пара реакторів Shin Kori має конструкцію OPR-1000, а дві другі – APR-1400. Shin Kori 1 і 2 почали комерційні операції в 2011 і 2012 роках відповідно, а Shin Kori 3 і 4 — у 2016 і 2019 роках. Будівництво ще двох реакторів APR-1400, відомих як Shin Kori-5 і Shin Kori-6, було розпочато у квітні 2017 року та вересні 2018 року відповідно.

## Інциденти

### Дрібні інциденти
9 лютого 2012 року під час відключення заправки паливом сталася втрата зовнішнього живлення (LOOP), і аварійний дизель-генератор (EDG) «B» не запустився, тоді як EDG «A» був вимкнений для планового технічного обслуговування, що призвело до аварії на станції затемнення (SBO). Зовнішнє електропостачання було відновлено через 12 хвилин після початку стану SBO.
ПЕТЛЯ була спричинена людською помилкою під час перевірки захисного реле головного генератора. Неможливість запуску EDG 'B' була спричинена несправністю системи повітряного запуску EDG. Подальше розслідування показало, що комунальне підприємство не здійснювало належний контроль конфігурації розподілу електроенергії, щоб забезпечити доступність допоміжного трансформатора станції (SAT) під час проведення випробувань допоміжного трансформатора блоку (UAT).
Після відновлення зовнішнього живлення через SAT оператори врешті-решт відновили охолодження після зупинки, відновивши живлення насоса для видалення залишкового тепла. Під час зупинки охолодження протягом 19 хвилин максимальна температура теплоносія реактора в гарячій частині підвищилася з 37 ℃ до 58,3 ℃ (підвищення приблизно на 21,3 ℃), а температура басейну відпрацьованого палива трохи підвищилася з 21 ℃ до 21,5 ℃. Негативного впливу на безпеку станції внаслідок цієї події, радіаційного опромінення працівників та викиду радіоактивних матеріалів у навколишнє середовище не було. Однак, усупереч вимогам, ліцензіат не повідомив про подію SBO до регулюючого органу вчасно та не оголосив стан «тривога» події відповідно до плану аварійних ситуацій станції. Ліцензіат повідомив про цю подію регуляторний орган приблизно через місяць після події.
2 жовтня 2012 року о 8:10 год ранку Shin Kori-1 було вимкнено після того, як попереджувальний сигнал вказав на несправність у системі керування стрижнями, що ініціювало розслідування, щоб перевірити точну причину проблеми.

## Інформація про енергоблоки
| Енергоблок | Тип реакторів | Потужність | Потужність | Початок будівництва | Фізпуск    | Підключення до мережі | Введення в експлуатацію | Закриття   |
| Енергоблок | Тип реакторів | Чистий     | Брутто     | Початок будівництва | Фізпуск    | Підключення до мережі | Введення в експлуатацію | Закриття   |
| ---------- | ------------- | ---------- | ---------- | ------------------- | ---------- | --------------------- | ----------------------- | ---------- |
| Корі-1     | PWR, WH F     | 576 МВт    | 608 МВт    | 27.04.1972          | 19.06.1977 | 26.06.1977            | 29.04.1978              | 19.06.2017 |
| Корі-2     | PWR, WH F     | 640 МВт    | 681 МВт    | 04.12.1977          | 09.04.1983 | 22.04.1983            | 25.07.1983              | -          |
| Корі-3     | PWR, WH F     | 1011 МВт   | 1044 МВт   | 01.10.1979          | 01.01.1985 | 22.01.1985            | 30.09.1985              | -          |
| Корі-4     | PWR, WH F     | 1012 МВт   | 1044 МВт   | 01.04.1980          | 26.10.1985 | 15.11.1985            | 29.04.1986              | -          |
| Сін-Корі-1 | PWR, OPR-1000 | 996 МВт    | 1046 МВт   | 16.06.2006          | 15.07.2010 | 04.08.2010            | 28.02.2011              | -          |
| Сін-Корі-2 | PWR, OPR-1000 | 996 МВт    | 1047 МВт   | 05.06.2007          | 27.12.2011 | 28.01.2012            | 20.07.2012              | -          |
| Син-Кори-3 | PWR, APR-1400 | 1416 МВт   | 1486 МВт   | 16.10.2008          | 29.12.2015 | 15.01.2016            | 20.12.2016              | —          |
| Син-Кори-4 | PWR, APR-1400 | 1418 МВт   | 1455 МВт   | 19.08.2009          | 08.04.2019 | 22.04.2019            | 29.08.2019              | —          |
| Син-Кори-5 | PWR, APR-1400 | 1340 МВт   | 1400 МВт   | 01.04.2017          | —          | —                     | —                       | —          |
| Сін-Корі-6 | PWR, APR-1400 | 1340 МВт   | 1400 МВт   | 20.09.2018          | —          | —                     | —                       | —          |